# Bittacus mastrillii
Bittacus mastrillii is een schorpioenvlieg uit de familie van de hangvliegen (Bittacidae). De wetenschappelijke naam van de soort is voor het eerst geldig gepubliceerd door Navás. 1913 in .
De soort komt voor in Japan.